# Hosťovce, Zlaté Moravce
Hosťovce este o comună slovacă, aflată în districtul Zlaté Moravce din regiunea Nitra. Localitatea se află la altitudinea de 220 m deasupra n.m., se întinde pe o suprafață de 16,24 km2 și în 2017 număra 759 de locuitori.

## Istoric
Localitatea Hosťovce este atestată documentar din 1209.

## Demografie
| An:                | 1994 | 2004   | 2014   | 2024   |
| ------------------ | ---- | ------ | ------ | ------ |
| Număr de persoane: | 758  | 759    | 757    | 719    |
| Diferență:         |      | +0,13% | −0,26% | −5,01% |

| An:                | 2023 | 2024   |
| ------------------ | ---- | ------ |
| Număr de persoane: | 733  | 719    |
| Diferență:         |      | −1,90% |